# Lac Meke

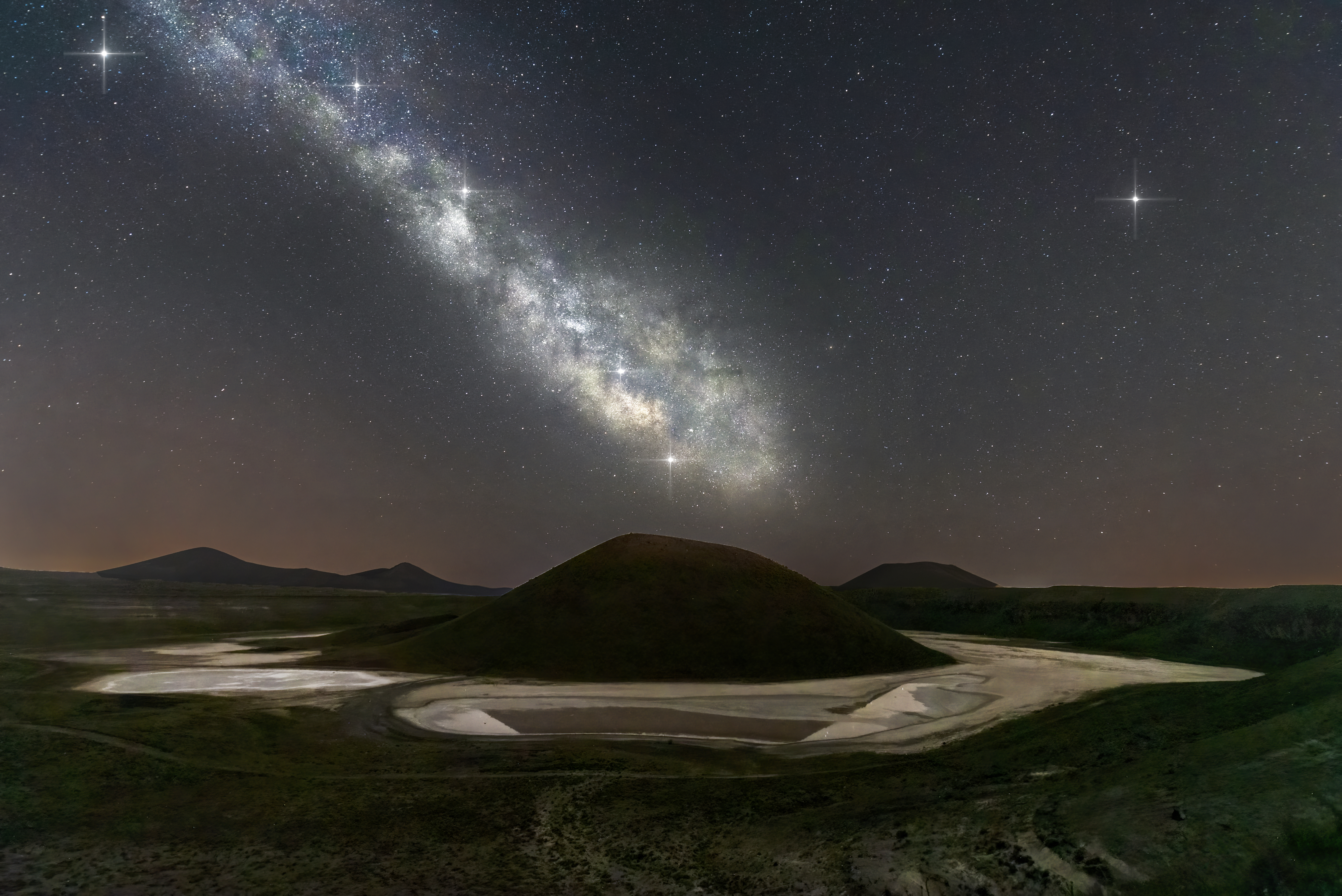
Le lac Meke avec la Voie lactée. Mai 2022.

Le lac Meke est un lac de cratère localisé à Karapınar dans la province de Konya en Turquie. Il s'agit d'un site naturel et d'un site Ramsar depuis le 21 juillet 2005.
Il est formé par l'inondation du cratère d'un volcan éteint qui a pris forme il y a environ 4 millions d'années après l'éruption de ce volcan. Il y a environ 9 000 ans une seconde éruption forme un cône volcanique à l'intérieur du lac avec un maar. Le lac Meke se compose maintenant de deux lacs avec divers îlots. Il mesure 800 mètres de long et 500 m de large avec une profondeur de 12 m. Le lac à l'intérieur du cône volcanique de 50 m de haut a une profondeur de 25 m et contient de l’eau saline. L'île constituée du cône volcanique a resisté à l'érosion par les conditions météorologiques difficiles en raison de son matériau massif et a conservé sa forme pendant des milliers d'années.